# Scheppingswetenschap
Scheppingswetenschap (van het Engelse creation science) is binnen het creationisme de stroming die beweert met behulp van de wetenschappelijke methode aan te tonen dat wetenschappelijke feiten en theorieën over de geschiedenis van de Aarde niet kloppen en bewijs voor de schepping te vinden. De aanhangers van scheppingswetenschap zijn voornamelijk fundamentalistische christenen uit de Verenigde Staten die willen bewijzen dat de letterlijke tekst van de Bijbel waar is en de evolutietheorie niet klopt.

## Concepten
Een belangrijk concept uit de scheppingswetenschap is baraminologie, het geloof dat al het leven op Aarde in soorten geschapen is die niet kunnen veranderen. Een ander concept is zondvloedgeologie, het idee dat alle gesteentelagen en de fossielen die erin worden gevonden zijn gevormd tijdens de zondvloed, een in de Bijbel beschreven grote overstroming waarbij al het landoppervlak op Aarde overstroomde. 
Aanhangers van scheppingswetenschap proberen het vaak als wetenschappelijk aanvaardbare alternatieven te presenteren, maar binnen de wetenschappelijke gemeenschap worden zowel de argumenten als methoden van scheppingswetenschap als niet-wetenschappelijk gezien.

## Geschiedenis
Tot de jaren 60 van de twintigste eeuw was scheppingswetenschap beperkt tot conservatief-fundamentalistische scholen en gemeenschappen in de Verenigde Staten. De eerste scheppingswetenschappelijke teksten beperkten zich tot het in de natuur zoeken van sporen van gebeurtenissen in de Bijbel.  Later vond scheppingswetenschap zijn weg naar een groter Amerikaans publiek, met name omdat het door creationisten werd gebruikt als argument om alle onderwerpen die met biologische evolutie te maken hebben uit schoolboeken te krijgen. 
Deze lobby was soms succesvol: in sommige gevallen wisten creationisten schoolbesturen of politici over te halen dat scheppingswetenschap een gelijke plek met evolutiebiologie verdient in biologielessen. In onder andere de staten Louisiana en Arkansas lukte het om scheppingswetenschap tijdelijk aan de biologieles toe te voegen. Dit werd ongedaan gemaakt in 1987, toen het opperste gerechtshof van de Verenigde Staten oordeelde dat scheppingswetenschap geen wetenschap is en onderricht erin daarom tegen de Amerikaanse grondwet ingaat.

## Kritiek
Volgens de National Academy of Sciences, de academie van wetenschappen van de Verenigde Staten, voldoet scheppingswetenschap niet aan de belangrijkste criteria om als wetenschap beschouwd te worden, omdat er geen empirisch bewijs voor is, het gebaseerd is op niet-neutrale hypotheses en de natuur beschrijft door middel van Bovennatuurlijke verklaringen.